# Статуя Роланда (Рига)
Статуя Роланда — одна из ключевых достопримечательностей Риги, расположенная в историческом центре города, на Ратушной площади.
Скульптура работы Августа Фольца была установлена в 1896 году. Автором её эскиза является архитектор Вильгельм Нейман, один из ведущих специалистов в области эклектичной архитектуры и археологии, первый директор рижского Художественного музея. Выполнена из силезского песчаника.

## История, функции
Роланд представляет собой каменную или деревянную скульптуру, которая встречалась в средние века, главным образом, в городах Северной Германии, заключавших между собой договоры о торгово-экономическом сотрудничестве и постепенно формировавших Ганзейский союз. Рига вошла в этот союз в конце XIII столетия в качестве крупного и влиятельного торгового форпоста Ливонской конфедерации, однако сложно утверждать, сколько деревянных статуй Роланда существовало в центре городского торга в средневековый период. Известно лишь, что городской совет Риги поручил резчику по дереву по имени Якоб изготовить новую статую вместо предыдущей в 1474 году, о чём свидетельствует запись в городских хрониках, которые вели скриверы магистрата. Это было первое сохранившееся документальное упоминание статуи Роланда в Риге. К деревянным Роландам в Риге и других ганзейских городах часто приходили с просьбой о помощи, сакральной защите, с молитвой о здравии, прибытке и успешной торговле (ср. схожая функция Святого Николая Чудотворца в православной купеческой традиции), а также в надежде обрести справедливый суд. Однако первые деревянные статуи Роланда в Риге могли сгорать в результате опустошительных пожаров, или же в ряде случаев их головы (когда они служили мишенями во время проведения рыцарских турниров) могли повреждать выстрелами из лука благородные соискатели почётного титула Майского графа, за право обладать которым в Риге между молодыми немецкими горожанами дворянского происхождения ежегодно проходили многодневные соревнования в ловкости, выносливости и меткости.

## Версии о происхождении
Точное происхождение и значение статуи Роланда неизвестно, однако существует несколько версий развития образа Роланда в культурном пространстве европейского средневековья. Часть исследователей связывают эту статую с личностью легендарного рыцаря Роланда, племянника императора Карла Великого. Так или иначе, считается, что статуя Роланда, украшавшая центральные торговые площади средневековых ганзейских городов, символизировала свободный рынок, независимость городского совета, которому принадлежала высшая судебная власть и торговое право, а также приоритет светских органов правления над религиозными (церковными).
На самом деле длинный меч Роланда вряд ли может представлять собой легендарный магический Дюрендаль, принадлежавший историческому рыцарю. Двуручный тяжёлый меч в правой руке Роланда олицетворял суровый суд палача; в средневековой практике наказаний таким мечом палач отрубал руку преступнику, уличённому в воровстве и осуждённому по приговору магистрата. Этот меч фактически являлся аллегорией правосудия и указывал на неотвратимость возмездия. Сперва мечи такого рода вместе со щитами, украшенными изображениями гербов города, устанавливались отдельно, а затем аллегорический образ эволюционировал в рыцаря, вооружённого мечом и щитом. Любопытна версия о том, что название «Роланд» могло представлять собой трансформированное сочетание на средневековом немецком «dasroteLand», обозначавшее «землю, обагрённую кровью», где обычно городские палачи приводили приговоры в исполнение; отсюда звуковое переосмысление: Ротланд > Роланд (под влиянием французских стихотворных и эпических преданий о жизни и деятельности паладина Роланда, преданного и убитого в сражении при Ронсевале). Не исключено, что такая интерпретация могла быть связана с проявлением простонародной (ложной) этимологии и особенностями городского фольклора позднего средневековья.

## Установка каменной статуи Роланда
Роланд был установлен на Ратушной площади в качестве символического украшения артезианского колодца. Он представлял собой геометрический центр Риги; конец меча Роланда традиционно отмечал точку пересечения координат. Новая статуя заменила собой деревянную, успевшую обветшать к этому периоду. По всей видимости, установление новой статуи Роланда между рижской Ратушей и Домом Черноголовых уже в конце XIX столетия было призвано подчеркнуть исторически обусловленную доминанту немецкой культуры в Лифляндии. Каменный памятник был торжественно открыт 11 декабря 1896 года.

## Частичное разрушение и реставрация
29 июня 1941 года, в ходе боёв за Ригу, статуя пострадала от попадания снарядов и осколков. В 1970 году частичную реставрацию статуи осуществила эстонский скульптор Мария Эхелайде, которая также принимала активное участие в восстановлении скульптурного ансамбля порталов церкви Святого Петра. Затем скульптура была перенесена в Рижский центр пропаганды архитектуры и градостроительства, который расположился в восстановленном храме святого Петра в 1984 году, где и хранится до сегодняшнего дня.

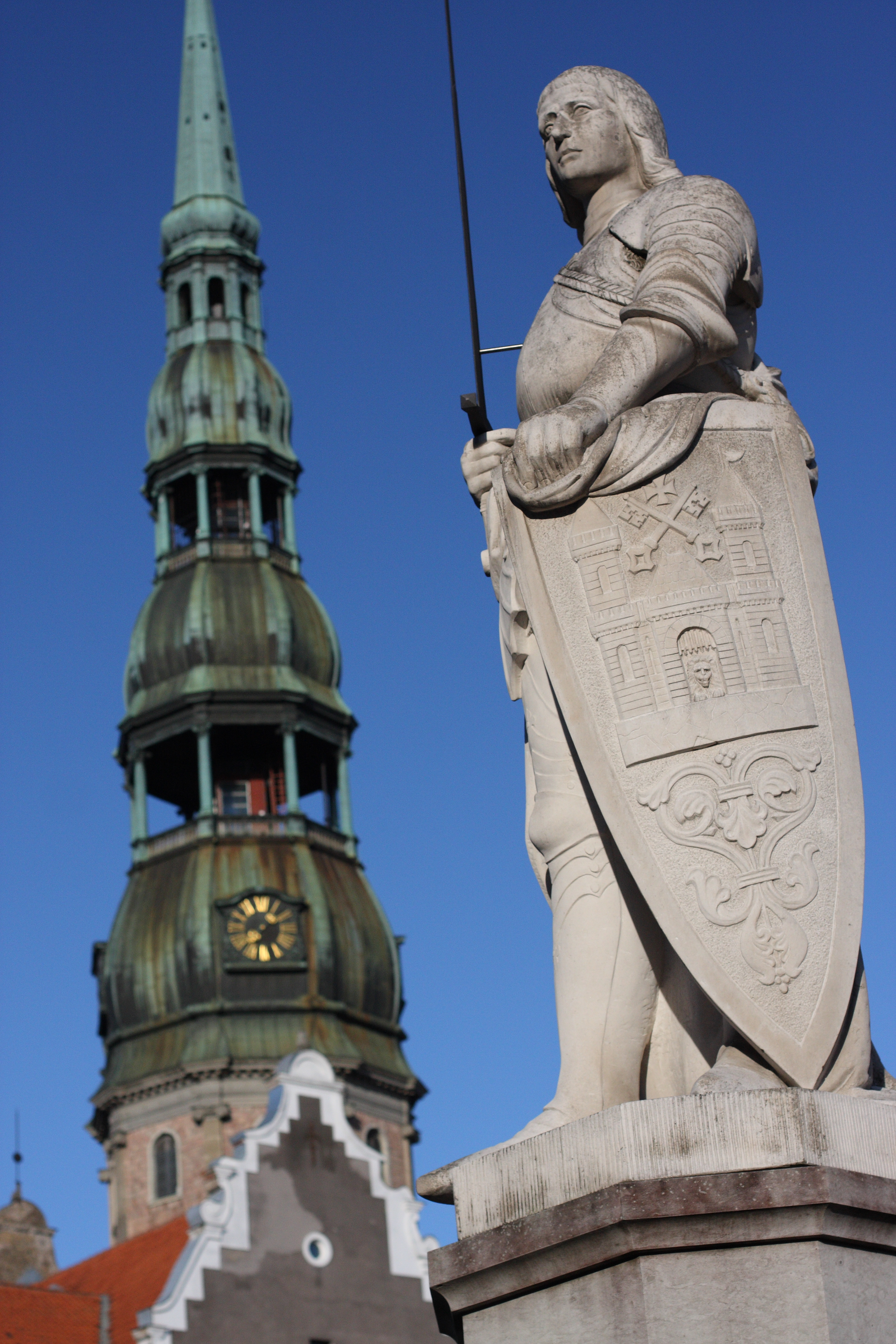
Роланд работы Круминьша

## Создание копии
В начале 1999 года был установлен новый постамент для будущей максимально точной копии статуи Роланда взамен предыдущего, который был демонтирован после Второй мировой войны. В мае 1999 года на постамент установили копию статуи под авторством Эдвин Круминьш. Таким образом, Рига стала обладательницей сразу двух одинаковых статуй Роланда (оригинал — в церкви Святого Петра; копия — в центре Ратушной площади). Рижские Роланды являются самыми северными в Европе (самая южная статуя Роланда находится в Дубровнике, Хорватия).